# Филэмбриогенез
Филэмбриогенез (от др.-греч. φῦλον — племя, род, вид и эмбриогенез) — эволюционное изменение хода индивидуального развития организмов.

## История
Термин введён в 1910 А. Н. Северцовым.

## Основные положения теории
Представление о первичности онтогенетических изменений по отношению к филогенетическим (эволюционным) изменениям
Если бы не изменялся ход онтогенеза, то потомки не отличались бы от предков.
Посредством филэмбриогенеза может изменяться ход онтогенеза как целостного организма, так и отдельных органов, тканей и клеток.
Путём филэмбриогенеза происходят филогенетические изменения как взрослого организма, так и промежуточных стадий его развития.

## Способы
Существует несколько модусов (способов) филэмбриогенеза. Важнейшие:
- анаболия (надставка конечных стадий развития)
- девиация (изменение на средних стадиях)
- архаллаксис (изменение первичных зачатков).

Модусы филэмбриогенеза различаются:
- по времени возникновения
- по характеру эволюционных преобразований

Посредством модусов филэмбриогенез может происходить как прогрессивное развитие (путём усложнения строения и функций организмов), так и регрессивное (путём упрощения строения и функций организмов вследствие приспособления их к новым, менее разнообразным условиям существования) (например, при паразитизме).